# Сухопутные войска Парагвая
Сухопутные войска Парагвая (исп. Ejército del Paraguay) — являются одним из видов вооружённых сил Республики Парагвай.

## Организационная структура
1-й армейский корпус
- 3-я пехотная дивизия
- 4-я пехотная дивизия
- 3-я кавалерийская дивизия

2-й армейский корпус
- 1-я пехотная дивизия
- 2-я пехотная дивизия
- 2-я кавалерийская дивизия

3-й армейский корпус
- 5-я пехотная дивизия
- 6-я пехотная дивизия
- 1-я кавалерийская дивизия

Командование связи Сухопутных войск (исп. Comando de Comunicaciones del Ejército, (COMCOME))
Инженерное командование Сухопутных войск (исп. Comando de Ingeniería del Ejército, (COMINGE))
Артиллерийское командование Сухопутных войск (исп. Comando de Artillería del Ejército, (COMARTE))
(исп. Comando de Institutos Militares de Enseñanza del Ejército, (CIMEE))
Госпиталь Сухопутных войск (исп. Hospital del Ejército)
(исп. Destacamento Conjunto de Empleo Inmediato)

## Боевой состав
Танки - 5 Единиц
13.950 человек +164.500 в резерве

## Техника и вооружение
Согласно данным Международного института стратегических исследований (IISS) в The Military Balance на 2010 год численность Сухопутных войск Парагвая составляла 6 тысяч 100 человек и имели в своем распоряжении следующую технику:
| Оружие и вооружение Сухопутных Войск Парагвая по состоянию на 2010 год | Оружие и вооружение Сухопутных Войск Парагвая по состоянию на 2010 год | Оружие и вооружение Сухопутных Войск Парагвая по состоянию на 2010 год | Оружие и вооружение Сухопутных Войск Парагвая по состоянию на 2010 год | Оружие и вооружение Сухопутных Войск Парагвая по состоянию на 2010 год | Оружие и вооружение Сухопутных Войск Парагвая по состоянию на 2010 год |
| Наименование                                                           | Изображение                                                            | Производство                                                           | Назначение                                                             | Количество                                                             | Примечания                                                             |
| Бронетехника                                                           | Бронетехника                                                           | Бронетехника                                                           | Бронетехника                                                           | Бронетехника                                                           | Бронетехника                                                           |
| ---------------------------------------------------------------------- | ---------------------------------------------------------------------- | ---------------------------------------------------------------------- | ---------------------------------------------------------------------- | ---------------------------------------------------------------------- | ---------------------------------------------------------------------- |
| M4A3 Sherman                                                           |                                                                        | США                                                                    | средний танк                                                           | 5                                                                      |                                                                        |
| M3A1 Stuart                                                            |                                                                        | США                                                                    | лёгкий танк                                                            | 12                                                                     |                                                                        |
| Engesa EE-9 Cascavel                                                   |                                                                        | Бразилия                                                               | боевая разведывательная машина                                         | 30                                                                     |                                                                        |
| M9                                                                     |                                                                        | США                                                                    | боевая разведывательная машина                                         | 20                                                                     |                                                                        |
| Engesa EE-11 Urutu                                                     |                                                                        | Бразилия                                                               | боевая разведывательная машина                                         | 10                                                                     |                                                                        |
| Артиллерия                                                             |                                                                        |                                                                        |                                                                        |                                                                        |                                                                        |
| M101                                                                   |                                                                        | США                                                                    | 105 мм буксируемая гаубица                                             | 15                                                                     |                                                                        |
|                                                                        |                                                                        |                                                                        | 75 мм буксируемая гаубица                                              | 20                                                                     |                                                                        |
|                                                                        |                                                                        |                                                                        | 80 мм миномет                                                          | 80                                                                     |                                                                        |
| M-20                                                                   |                                                                        |                                                                        | 75 мм противотанковое орудие                                           | [ 1 ]                                                                  |                                                                        |
| M72 LAW                                                                | израсходованный                                                        |                                                                        | 66 мм гранатомет                                                       | [ 1 ]                                                                  |                                                                        |
| M-9                                                                    |                                                                        |                                                                        | 20 мм самоходная зенитная артиллерия                                   | 3                                                                      |                                                                        |
| M-1A1                                                                  |                                                                        |                                                                        | 40 мм зенитная артиллерия                                              | 10                                                                     |                                                                        |
| L/60                                                                   |                                                                        |                                                                        | 6 мм зенитная артиллерия                                               | 6                                                                      |                                                                        |

## Знаки различия

### Генералы и офицеры
| Категории               | Генералы            | Генералы            | Генералы           | Старшие офицеры | Старшие офицеры  | Старшие офицеры | Младшие офицеры | Младшие офицеры   | Младшие офицеры | Младшие офицеры   |
| ----------------------- | ------------------- | ------------------- | ------------------ | --------------- | ---------------- | --------------- | --------------- | ----------------- | --------------- | ----------------- |
|                         |                     |                     |                    |                 |                  |                 |                 |                   |                 | нет               |
| Парагвайское звание     | General de Ejército | General de División | General de Brigada | Coronel         | Teniente Coronel | Mayor           | Capitán         | Teniente Primero  | Teniente        | Subteniente       |
| Российское соответствие | Генерал-полковник   | Генерал-лейтенант   | Генерал-майор      | Полковник       | Подполковник     | Майор           | Капитан         | Старший лейтенант | Лейтенант       | Младший лейтенант |

### Сержанты и солдаты
| Категории               | Подофицеры            | Подофицеры        | Подофицеры  | Сержанты и старшины | Сержанты и старшины | Сержанты и старшины   | Сержанты и старшины | Солдаты      | Солдаты      | Солдаты |
| ----------------------- | --------------------- | ----------------- | ----------- | ------------------- | ------------------- | --------------------- | ------------------- | ------------ | ------------ | ------- |
|                         |                       |                   |             |                     |                     |                       |                     |              |              |         |
| Парагвайское звание     | Sub-Oficial Principal | Sub-Oficial Mayor | Sub-Oficial | Sargento Ayudante   | Sargento Primero    | Vice-Sargento Primero | Sargento Segundo    | Cabo Primero | Cabo Segundo | Soldato |
| Российское соответствие | Старший прапорщик     | Прапорщик         | нет         | Старшина            | Старший сержант     | Сержант               | Младший сержант     | Ефрейтор     | нет          | Рядовой |